# Distribución binomial negativa
En teoría de probabilidad y estadística, la Distribución Binomial Negativa es una distribución de probabilidad discreta que incluye a la distribución de Pascal. Es una ampliación de las distribuciones geométricas, utilizada en procesos en los cuales se ve necesaria la repetición de ensayos hasta conseguir un número de casos favorables (primer éxito).
La Distribución Binomial es una distribución de probabilidad discreta que mide el número de éxitos en una secuencia de {\displaystyle n} ensayos de Bernoulli independientes entre sí, con una probabilidad {\displaystyle p} de ocurrencia de éxitos en los ensayos.
Un experimento de Bernoulli se caracteriza por ser dicotómico, es decir, sólo son posibles dos resultados (A y no A).
Una variable aleatoria geométrica corresponde al número de ensayos Bernoulli necesarios para obtener el primer éxito. Si deseamos conocer el número de estos para conseguir n éxitos, la variable aleatoria es binomial negativa.
El número de experimentos de Bernoulli de parámetro {\displaystyle p} independientes realizados hasta la consecución del {\displaystyle r}-ésimo éxito es una variable aleatoria que tiene una distribución binomial negativa con parámetros {\displaystyle r} y {\displaystyle p}.
La distribución geométrica es el caso concreto de la binomial negativa cuando {\displaystyle r=1}.

## Condiciones
Este proceso consta de varias condiciones:
1. El proceso tiene un número indefinido de pruebas y este concluirá cuando se tenga un número determinado de resultados favorables {\displaystyle r}.
2. Las pruebas pueden dar dos resultados posibles y excluyentes a su vez, es decir, A y no A.
3. La probabilidad de obtener un resultado A en las pruebas es {\displaystyle p}, y la de conseguir no A es {\displaystyle q}, de forma que {\displaystyle p+q=1}.
4. {\displaystyle p} y {\displaystyle q} son constantes en cada prueba y a su vez estas son independientes.
5. Derivación de la distribución:  si la variable aleatoria {\displaystyle X} es "el número de pruebas necesarias para conseguir {\displaystyle x} éxitos o resultados A " ; entonces {\displaystyle X} seguirá una distribución binomial negativa con parámetros {\displaystyle p} y {\displaystyle r}.

## Definición

### Notación
Si {\displaystyle X} es una variable aleatoria discreta con distribución binomial negativa con parámetros {\displaystyle r} y {\displaystyle p} entonces escribiremos {\displaystyle X\sim \operatorname {BN} (r,p)}.

### Función de masa
Si {\displaystyle X\sim \operatorname {BN} (r,p)} entonces su función de probabilidad es:
{\displaystyle f_{X}(x)={r+x-1 \choose x}p^{r}(1-p)^{x}}
para {\displaystyle x=0,1,2,\dots } donde
{\displaystyle {r+x-1 \choose x}={\frac {(r+x-1)!}{x!(r-1)!}}}

## Propiedades
Si {\displaystyle X} es una variable aleatoria tal que {\displaystyle X\sim \operatorname {BN} (r,p)} entonces la variable aleatoria cumple ciertas propiedades.

### Media
La media de la variable aleatoria {\displaystyle X} es
{\displaystyle \operatorname {E} [X]={\frac {r(1-p)}{p}}}

### Varianza
La varianza de la variable aleatoria {\displaystyle X} es
{\displaystyle \operatorname {Var} (X)={\frac {r(1-p)}{p^{2}}}}

### Función generadora de momentos
La función generadora de momentos para {\displaystyle |t|<-\ln(1-p)} está dada por
{\displaystyle M_{X}(t)=\left({\frac {p}{1-(1-p)e^{t}}}\right)^{r}}

### Función generadora de probabilidad
La función generadora de probabilidad para {\displaystyle |t|<1/(1-p)} está dada por
{\displaystyle G_{X}(t)=\left({\frac {p}{1-(1-p)t}}\right)^{r}}

## Ejemplos
Si la probabilidad de que un niño expuesto a una enfermedad contagiosa la contraiga es {\displaystyle 0.40} ¿Cuál es la probabilidad de que el décimo niño expuesto a la enfermedad sea el tercero en contraerla?
En este caso, {\displaystyle X} es el número de niños expuestos a la enfermedad hasta encontrar el tercero en contraer la enfermedad.
{\displaystyle \!x=10,k=3,p=0.40}
La solución es:
{\displaystyle \!f_{b}(10;3;0,\!4)={10-1 \choose 3-1}0,\!4^{3}(1-0,4)^{10-3}={9 \choose 2}0,\!4^{3}(0,\,6)^{7}=0,\!0644973}
En un proceso de manufactura se sabe que un promedio de 1 en cada 10 productos es defectuoso, ¿cual es la probabilidad que el quinto (5) artículo examinado sea el primero (1)  en estar defectuoso? La solución es:
X= número de artículos que deben ser examinados hasta encontrar uno defectuoso
P= 1/10 = 0,1
q= 1- 0,1 = 0,9
x= 5 ensayos
K= 1
{\displaystyle \!f_{b}(5;1;0,\!1)={5-1 \choose 1-1}0,\!1^{1}(1-0,\!1)^{5-1}={4 \choose 0}0,\!1^{1}(0,\,9)^{4}=0,\!066}
de probabilidad que el quinto elemento extraído sea el primero en estar defectuoso.